# 小行星6375
小行星6375（6375 Fredharris）是一颗绕太阳运转的小行星，为主小行星带小行星。该小行星于1986年10月1日发现。

## 轨道参数
小行星6375的轨道半长轴为3.1669462 UA，离心率为0.169。